# Liku (Niue)
Liku è un villaggio dell'isola di Niue, nazione in libera associazione con la Nuova Zelanda.

## Geografia fisica
Il paese di Liku è il centro abitato più ad Est dell'Isola di Niue. Buona parte del territorio del villaggio è occupato dalla Huvalu Forest Conservation Area. La popolazione, al censimento del 2011, è di 70 abitanti.

## Sport
Liku ha una rappresentativa calcistica, il Liku, che milita nel Niue Soccer Tournament.
Questa squadra non ha mai ottenuto titoli nazionali.

## Popolazione
Abitanti censiti

## Religione
All'interno della mitologia niueana, ci sono alcune divinità tipiche del villaggio di Liku, come Tagaloa Fakaolo, Talimainuku, Tapatutau, Tulagamomole, Fakatafetau, Anoanotau, Fakalagalaga, Fialele, Havilia, Lagihalulu, Lagihulugia, Makahopokia, Makapoelagi, Manatafetau, Fakahoko.